# Timothy A. McDonnell
Timothy Anthony McDonnell (nacido el 23 de diciembre de 1937 en Nueva York) es un sacerdote católico y el actual Obispo Emérito de la Diócesis de Springfield en Massachusetts. 
McDonnell nació de John McDonnell y Margaret J. McDonnell (de soltera Looney) en la ciudad de Nueva York y recibió su educación secundaria en el Cathedral College en Nueva York. Más tarde asistió al Seminario San José, Dunwoodie en Yonkers, Nueva York y Iona College. 
McDonnell fue ordenado como sacerdote en la Catedral de San Patricio de Nueva York el 1 de junio de 1963 en presencia del Cardenal Francis Spellman. Casi cuarenta años más tarde, el Papa Juan Pablo II lo nombró obispo auxiliar de la Arquidiócesis de Nueva York y Obispo Titular de Semina'. 
McDonnell fue nombrado obispo de Springfield el 9 de marzo de 2004 y tomó el cargo el 1 de abril de ese mismo año.